# Sphaerophragmium ornatum
Sphaerophragmium ornatum är en svampart som beskrevs av Lohsomb., Kakish. & Y. Ono 1994. Sphaerophragmium ornatum ingår i släktet Sphaerophragmium och familjen Raveneliaceae.   Inga underarter finns listade i Catalogue of Life.